# Tu Guangqi
Tu Guangqi (屠光启S, Tú GuāngqǐP; Shaoxing, 26 agosto 1914 – 30 maggio 1980) è stato un regista e sceneggiatore cinese, a volte romanizzato come Kuang-Chi Tu.

## Biografia
Iniziò la sua carriera nel cinema a Shanghai collaborando come assistente alla regia di Zhu Shilin, per poi dirigere insieme a quest'ultimo il film Meng li jun. Nel 1941 diresse il suo primo film Xin yu guang qu lanciando la futura diva Wang Danfeng. Dopo alcuni film diretti tra Shanghai e Pechino, con la nascita della Repubblica Popolare Cinese nel 1949 emigrò a Hong Kong, dove rimase per il resto della sua vita.
Tra le sue numerose produzioni nell'industria cinematografica di Hong Kong si ricordano Xiao fengxian (1953), Ban xialiushehui (1957) e svariati wuxia negli anni sessanta quali Qingcheng shiiiu xia, Diyi jian, Yanling dao e Yijian qingshen. Il suo ultimo film, Tang shou ta quan dao, di genere gongfu, è uscito nel 1972.